# 服織村
服織村（はとりむら）は静岡県の中部、安倍郡に属していた村である。現在の静岡市葵区南西部、藁科川右岸下流域にあたる。

## 地理
- 山：高山
- 河川：藁科川、新間谷川

## 歴史

### 村名の由来
渡来人秦氏率いる服部が移住して養蚕業や機織りをしたこと、あるいは中世にあった服部荘から。

### 沿革
- 1889年（明治22年）4月1日 - 町村制の施行により、慈悲尾村、羽鳥村、建穂村、新間村、千代村、山崎新田および飯間村［一部］が合併して発足。
- 1911年（明治44年）9月9日 - 南藁科村の飛地（大字小瀬戸字谷津）を編入。大字谷津となる。
- 1955年（昭和30年）6月1日 - 静岡市に編入。同日服織村廃止。
- 2005年（平成17年）4月1日 - 静岡市が政令指定都市に移行し、旧村域は葵区となる。